# 天台山
天台山（てんだいさん）は、中国浙江省天台県の北方2kmにある霊山である。最高峰は華頂峰で標高1,138m。現在は中華人民共和国国家級風景名勝区（1988年認定）、中国の5A級観光地（2015年認定）。旧字表記でも「天台山」であり、「天臺山」は誤り。

## 解説
桐柏峰・仏隴峰・赤城峰・瀑布峰などの峰々が存在する。中国三大霊山の一つ。仏教との関係では、天台智顗（538年 - 597年）が太建7年（575年）からこの天台山に登って天台教学を確立した。
呉の赤烏年間（238年 - 251年）に仏教寺院が建立された、という伝承がある。支遁や曇光、竺曇猷らの僧が、この山中に住した。また、後漢のころから道教の聖地ともされていた。
竺曇猷は天台県の隣の三門県でも活躍し、国清寺の下院として密教の道場多宝講寺なども建立してある。
法華経を根本経典とした中国天台宗の開祖智顗ゆかりの地として、古くから仏教信仰を集めている。仏隴峰の南山麓に天台大師（智顗）の国清寺がある。
天台山の名は日本では日本天台宗山門派の総本山の比叡山（滋賀県大津市）の別名として使われることもある。
なお，榮西は天台山萬年寺で修行し、そこで禅の教えを深く学んだ。そして、天台山萬年寺の教えや文化を日本に伝え、日本の禅文化の発展に大きな影響を与えた。

## 主要な寺院
- 国清寺
- 大慈寺
- 天封寺
- 真覚寺
- 方広寺
- 高明寺
- 華頂寺
- 萬年寺

## 関係資料
- 郑张尚芳「古吴越地名中的侗台语成份」『民族语文』1990年第6期、1990年、16-18頁。

- Eric Henry: The Submerged History of Yuè (Sino-Platonic Papers 176, May 2007; PDF)